# Nacionalismo hindu
O nacionalismo hindu tem sido referido coletivamente como a expressão do pensamento social e político, baseado nas tradições espirituais e culturais nativas do subcontinente indiano. "Nacionalismo hindu" ou o termo correto Hindū rāṣṭravāda é uma tradução simplista e é melhor descrito com o termo "política hindu".
As correntes de pensamento nativas tornaram-se altamente relevantes na história da Índia quando ajudaram a formar uma identidade distinta em relação à política indiana e forneceram uma base para questionar o colonialismo. Estes também inspiraram os nacionalistas indianos durante o movimento de independência baseado na luta armada , política coercitiva, e protestos não violentos.. Eles também influenciaram os movimentos de reforma social e o pensamento econômico na Índia.
Hindutva é a forma predominante de nacionalismo hindu na Índia. Como ideologia política, o termo Hindutva foi articulado por Vinayak Damodar Savarkar em 1923. O movimento Hindutva foi descrito como uma variante de "extrema direita" e como "quase fascista no sentido clássico", aderindo a um conceito de maioria homogeneizada e hegemonia cultural. Alguns analistas contestam o rótulo de "fascista" e sugerem que Hindutva é uma forma extrema de " conservadorismo " ou "absolutismo étnico". É defendido pela organização voluntária nacionalista hindu Rashtriya Swayamsevak Sangh (RSS), Vishva Hindu Parishad (VHP), Bharatiya Janata Party (BJP) e outras organizações em um ecossistema chamado Sangh Parivar.

## Evolução da terminologia ideológica

Mapa do Akhand Bharat

Na primeira metade do século 20, as facções do partido Congresso Nacional Indiano continuaram a se identificar com a "política hindu" e as idéias de uma nação hindu . A palavra "hindu", ao longo da história, foi usada como uma descrição inclusiva que carecia de definição e era usada para se referir às tradições nativas e ao povo da Índia. Foi apenas no final do século 18 que a palavra "hindu" passou a ser usada extensivamente com conotação religiosa, embora ainda fosse usada como uma sinédoque .descrevendo as tradições indígenas. As ideologias nacionalistas hindus e as línguas políticas eram muito diversas, tanto lingüística quanto socialmente. Como o hinduísmo não representa um grupo religioso identificável, termos como 'nacionalismo hindu', 'hindu' são considerados problemáticos no caso do discurso religioso e do nacionalismo. Como os hindus eram identificados como uma comunidade homogênea, alguns líderes individuais do Congresso foram capazes de induzir um simbolismo com o significado "hindu" dentro da postura geral de um nacionalismo secular.
A diversidade de grupos culturais indianos e as posições moderadas do nacionalismo hindu às vezes o fazem ser considerado nacionalismo cultural do que religioso.

## Tempos medievais

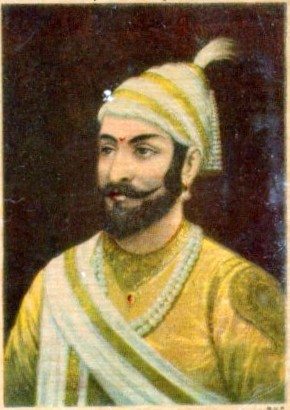
Retrato de Shivaji, o fundador do Império Marata

### Império de Vijayanagar
O historiador Baij Nath Puri escreve que o império Vijayanagar (1336 - 1646) "foi o resultado do movimento nacionalista hindu contra a intrusão muçulmana e a dominação do sul". O império também era administrado com base nos dharmasastras hindus , e os Vedas eram as principais fontes da lei vigente.

### Império Maratha
Shivaji com suas buscas é conhecido por ter fundado uma base firme para o nacionalismo hindu com a fundação do Império Maratha . Shivaji também foi uma inspiração para ativistas nacionalistas hindus, como Bal Gangadhar Tilak . Vinayak Damodar Savarkar escreve que Shivaji tinha 'eletrificado' as mentes dos hindus em toda a Índia ao derrotar as forças de Aurangzeb

## Nacionalismo hindu nepalês e práticas

### política de hinduização do monarca Gorkhali

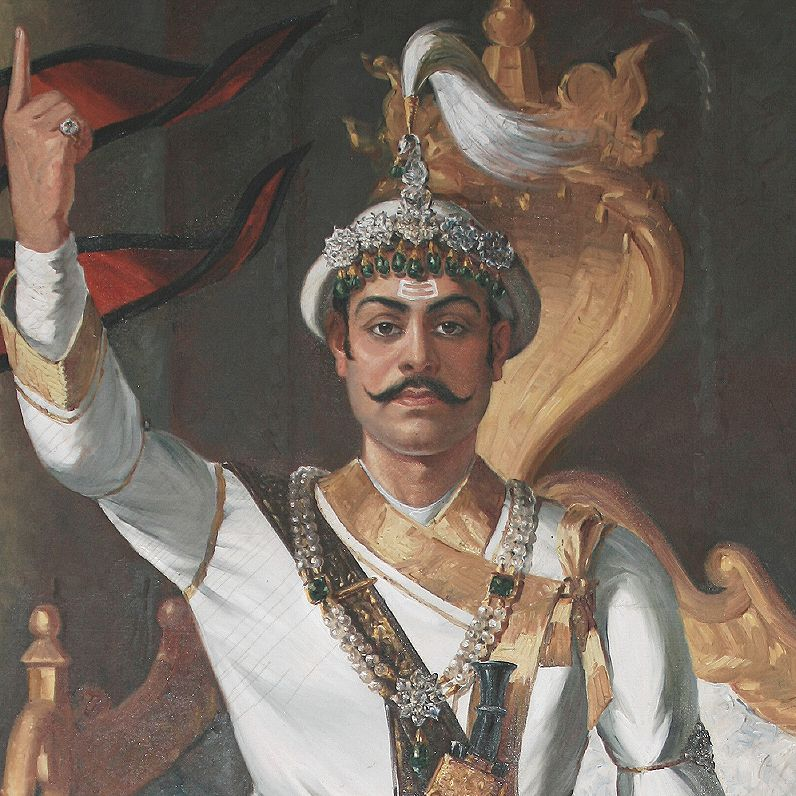
Maharajadhiraja Prithvi Narayan Shah (1723-1775), rei do Nepal, propagou os ideais do texto hindu Dharmashastra como ideologia dominante

Maharajadhiraja Prithvi Narayan Shah auto proclamou o recém-unificado Reino do Nepal como Asal Hindustan ("Real Terra dos Hindus") devido ao fato de que o norte da Índia estava sendo governado pelos governantes islâmicos mogóis . A auto-proclamação foi feita para impor o código social hindu Dharmaśāstra durante seu reinado e referir-se a seu país como habitável para os hindus . Ele também se referiu ao resto do norte da Índia como Mughlan (país dos mongóis ) e chamou a região de infiltrada por estrangeiros muçulmanos. Após a conquista de Gorkhali do vale de Kathmandu , o reiPrithvi Narayan Shah expulsou os missionários cristãos capuchinhos de Patan e renomeou o Nepal como Asali Hindustan (verdadeira terra dos hindus ). Os Tagadharis desfrutavam de um status privilegiado na capital nepalesa e também tiveram maior acesso às autoridades após esses eventos. Posteriormente, a hinduização tornou-se a principal política do Reino do Nepal . Prof. Harka Gurung especula que a presença de islâmica do domínio mogol e o domínio cristão britânico na Índia obrigaram a fundação do nacionalismo hindu no Nepal com o objetivo de construir um refúgio para os hindus no Reino do Nepal.

### Ideais do governo Bharadari
As políticas dos antigos governos Bharadari do Reino de Gorkha foram derivadas de antigos textos hindus como Dharmashastra e Manusmriti . O rei era considerado uma encarnação do Senhor Vishnu e era a principal autoridade sobre as funções legislativa, judiciária e executiva. As funções judiciárias foram decididas com base nos princípios dos códigos de conduta do Dharma Hindu. O rei tinha plenos direitos de expulsar qualquer pessoa que ofendesse o país e também perdoar os infratores e conceder o retorno ao país.  O governo na praticidade não era uma monarquia absoluta devido ao domínio de Clãs políticos nepaleses , como a família Pande e a família Thapa , fizeram do monarca do xá um governante fantoche. Esses modelos hindus básicos fornecem a evidência de que o Nepal foi administrado como um estado hindu .

### Código civil hindu e regulamentos legais
Jung Bahadur Kunwar Rana encomendou o primeiro código civil Muluki Ain em 1854 DC com base na lei hindu tradicional e priorizou as castas Tagadhari antes de Matwalis e Dalit
O código civil nepalês , Muluki Ain , foi encomendado por Jung Bahadur Rana após sua viagem pela Europa e promulgado em 1854. Ele foi enraizado na lei hindu tradicional e codificou as práticas sociais por vários séculos no Nepal. A lei também compreendia Prāyaścitta (evitação e remoção do pecado) e Ācāra (a lei consuetudinária de diferentes comunidades). Foi uma tentativa de incluir toda a população hindu, bem como a população não hindu do Nepal da época, em um único código cívico hierárquico da perspectiva dos governantes Khas . O jati nepalêsarranjo em termos de Hindu Varnashrama leva o Tagadhari para ser o mais alto na hierarquia. O grupo etnolinguístico de pessoas de origem Tamang , Sherpa e Tharu foi rotulado sob o título de Matwali ("Bebedores de Bebidas"), enquanto os de origem Khas , Newari e Terai foram denominados Tagadhari ("Usuários do Fio Sagrado"). As castas Tagadhari não podiam ser escravizadas após qualquer punição criminal, a menos que tivessem sido expulsas da casta. [30] As principais categorias de castas amplas no Nepal são Tagadharis(portadores de fios sagrados), Matwalis (bebedores de bebidas alcoólicas) e Dalits (ou intocáveis)

## Idade moderna e renascimento hindu no século XIX
Muitos movimentos de reforma hindus se originaram no século XIX. Esses movimentos levaram a novas interpretações das antigas escrituras de Upanishads e Vedanta e também enfatizaram a reforma social. A característica marcante desses movimentos foi que eles se opuseram à noção de superioridade da cultura ocidental durante a era colonial. Isso levou ao surgimento de ideias patrióticas que formaram a base cultural e ideológica do movimento de independência na Índia colonial.

### Brahmo Samaj
O Brahmo Samaj foi iniciado por um estudioso bengali, Ram Mohan Roy , em 1828. Ram Mohan Roy se esforçou para criar, a partir dos antigos textos Upanishads , uma visão da Índia 'moderna' racionalista. Socialmente, ele criticou as superstições em curso, e acreditava em uma religião védica monoteísta. Sua maior ênfase era a reforma social. Ele lutou contra a discriminação de casta e defendeu direitos iguais para as mulheres . Embora o Brahmos tenha encontrado uma resposta favorável do governo britânicoe indianos ocidentalizados, eles foram amplamente isolados da sociedade hindu mais ampla devido às suas visões intelectuais vedânticas e unitárias. Mas seus esforços para sistematizar a espiritualidade hindu com base na interpretação racional e lógica dos antigos textos indianos seriam levados adiante por outros movimentos em Bengala e em toda a Índia.